# Bono-Bono
Bono-Bono, también conocido por Bono-bono,
es un barrio rural  del municipio filipino de primera categoría de Bataraza perteneciente a la provincia  de Paragua en Mimaro,  Región IV-B.
En 2007 Bono-Bono contaba con  2.873 residentes.

## Geografía
Este barrio, continental, ocupa el norte  del municipio en la costa este.
Linda al norte con el barrio de Culasián  que forma parte del municipio vecino de Punta Baja (Rizal)  en la costa occidental de la isla, al norte de bahía Marasi;
al sur   con  la  ensenada de San Antonio, ocupando la parte central, entre punta Treacher y punta Segyam;
al este con el barrio de Marangas, sede del municipio; y
al oeste con el barrio de Malihud.

### Demografía
El barrio  de Bono-Bono contaba  en mayo de 2010 con una población de 2.673 habitantes.

## Historia
Formaba parte de la provincia española de  Calamianes, una de las 35 del archipiélago Filipino, en la parte llamada de Visayas. Pertenecía a la audiencia territorial  y Capitanía General de Filipinas, y en lo espiritual a la diócesis de Cebú.
En 1858 la provincia  fue dividida en dos provincias: Castilla,  Asturias y la isla de Balábac. Este barrio pasa a formar parte de la provincia de Asturias.